# Universidad Jaguelónica

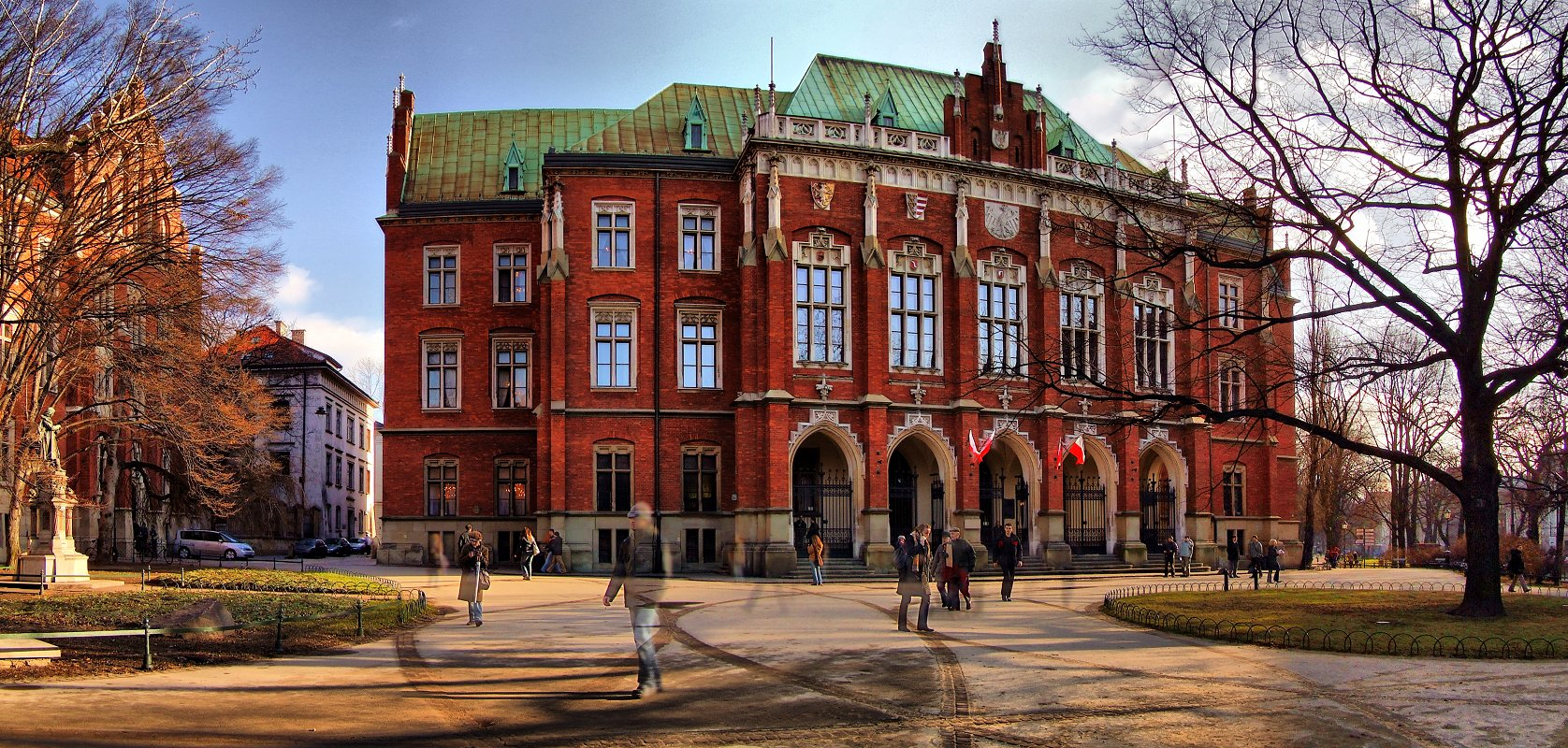
Fachada del Collegium Novum, Universidad Jaguelónica en la Ciudad Vieja, Cracovia.

La Universidad Jaguelónica (en polaco: Uniwersytet Jagielloński, UJ; en latín: Universitas Jagellonica Cracoviensis) es una universidad pública de Polonia con sede en la ciudad de Cracovia.
Según rankings internacionales como THE, es la mejor universidad de Polonia y una de las más valoradas de Europa.
Fue fundada en 1364 por el rey Casimiro III el Grande con el nombre de Academia de Cracovia, nombre que perduró durante siglos. En 1817 fue renombrada a su actual denominación (Uniwersytet Jagielloński) para conmemorar a la dinastía de los Jagellón, cuyo primer rey fue Jogaila, Gran duque de Lituania. Bajo el mecenazgo de esta dinastía se destacó entre las grandes universidades del Renacimiento y el humanismo.
Es una de las mayores universidades europeas. En ella estudiaron Copérnico y Juan Pablo II.

## Historia

### Fundación de la universidad

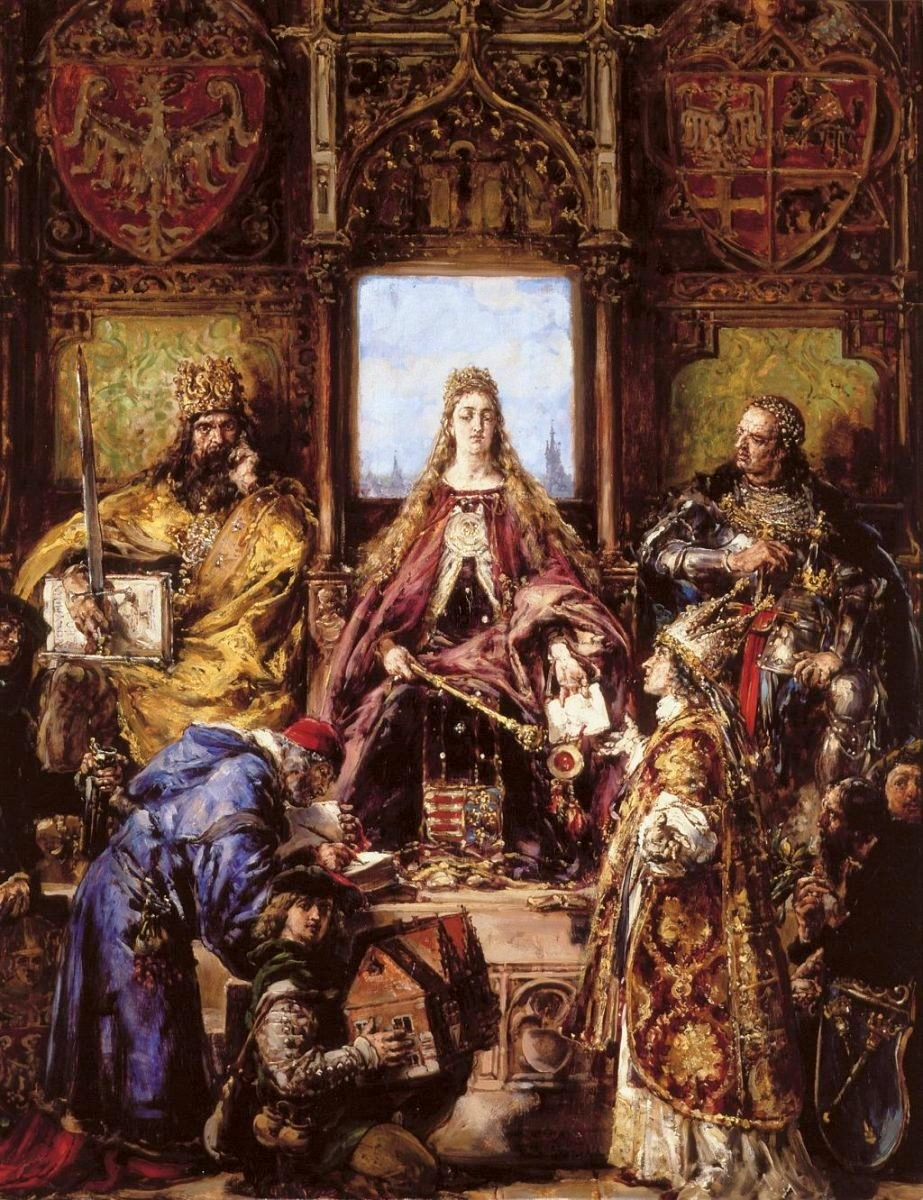
Fundación de la Academia de Cracovia, pintura alegórica de Jan Matejko. Al centro la Reina Santa Eduvigis de Polonia, a su izquierda su esposo, Ladislao Jaguellón de Polonia y Lituania y a su derecha su tío Casimiro el Grande de Polonia, (muerto tiempo atrás).

A mediados del siglo XIV, rey Casimiro III el Grande se dio cuenta de que la nación necesitaba una clase de personas instruidas, especialmente abogados, que pudieran organizar mejor las leyes del país y administrar los tribunales y oficinas. Sus esfuerzos por fundar una institución de enseñanza superior en Polonia se vieron recompensados cuando el papa Urbano V le concedió permiso para crear una universidad en Cracovia. El 12 de mayo de 1364 se emitió una carta real de fundación, y simultáneamente el consejo de la ciudad emitió un documento concediendo privilegios al Studium Generale'.
El desarrollo de la Universidad de Cracovia se estancó a la muerte de Casimiro III, y las clases se impartían en diversos lugares de la ciudad, entre otros, en casas de profesores, iglesias y en la escuela catedralicia de la colina de Wawel. Se cree que la construcción de un edificio para albergar el Studium Generale comenzó en Plac Wolnica, en lo que hoy es el distrito de Kazimierz.
Tras un periodo de escaso interés y falta de fondos, la institución fue restaurada en la década de 1390 por Jadwiga, reina de Polonia, hija de Luis el Grande. La pareja real, Jadwiga y su marido Władysław II Jagiełło decidieron que, en lugar de construir nuevos locales para la universidad, sería mejor comprar un edificio ya existente; fue así como en 1399 se adquirió un edificio en la calle Żydowska, que anteriormente había sido propiedad de la familia Pęcherz. La reina donó todas sus joyas personales a la universidad, lo que permitió matricular a 203 estudiantes. Las facultades de astronomía, derecho y teología atrajeron a eminentes eruditos: por ejemplo, Juan Cancio, Stanisław de Skarbimierz, Paweł Włodkowic, Jan de Głogów, y Albert Brudzewski, que de 1491 a 1495 fue uno de los profesores de Nicolás Copérnico.   La Universidad fue la primera de Europa en crear cátedras independientes de Matemáticas y Astronomía. Esta rápida expansión del profesorado universitario hizo necesaria la adquisición de locales más amplios para albergarlas; fue así como surgió, hacia principios del siglo XV, el edificio conocido hoy como Collegium Maius, con su cuadrilátero y su hermosa arcada. Las cualidades del [Collegium Maius]], muchas de las cuales contribuyeron directamente al ambiente protegido y académico de la universidad, se hicieron muy respetadas, ayudando a la universidad a establecer su reputación como lugar de aprendizaje en Europa Central.

### Época dorada del Renacimiento
.

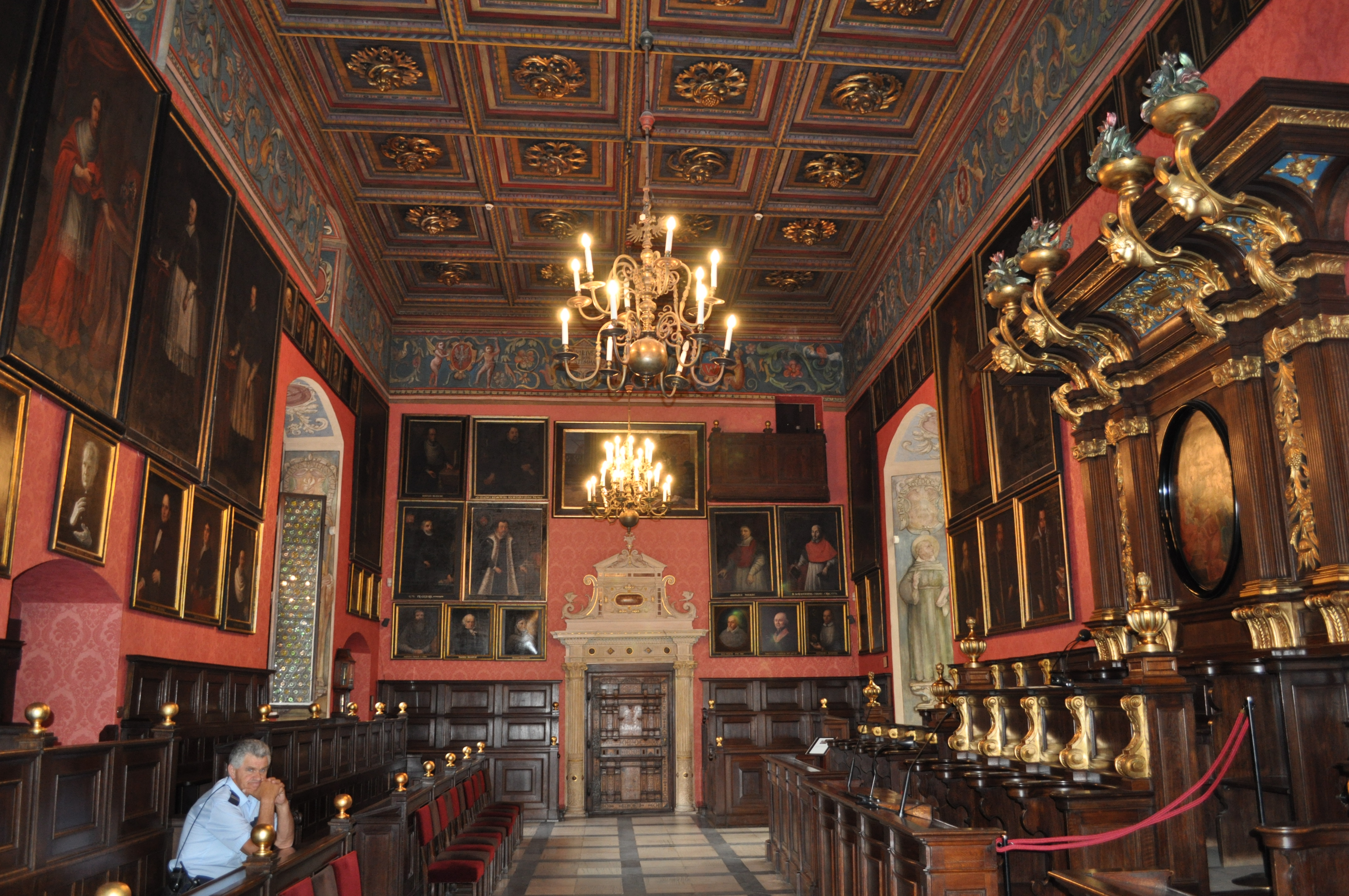
El salón de actos principal del Collegium Maius de la universidad

Durante varios siglos, casi toda la élite intelectual de Polonia se educó en la universidad, donde gozaban de favores reales particulares. Aunque la mayoría de los estudiantes de la universidad eran, y siguen siendo, polacos, a lo largo de su dilatada historia la universidad ha educado a miles de estudiantes extranjeros procedentes de países como Lituania, Rusia, Hungría, Bohemia, Alemania y España. Durante la segunda mitad del siglo XV, más del 40% de los estudiantes procedían de fuera del Reino de Polonia.

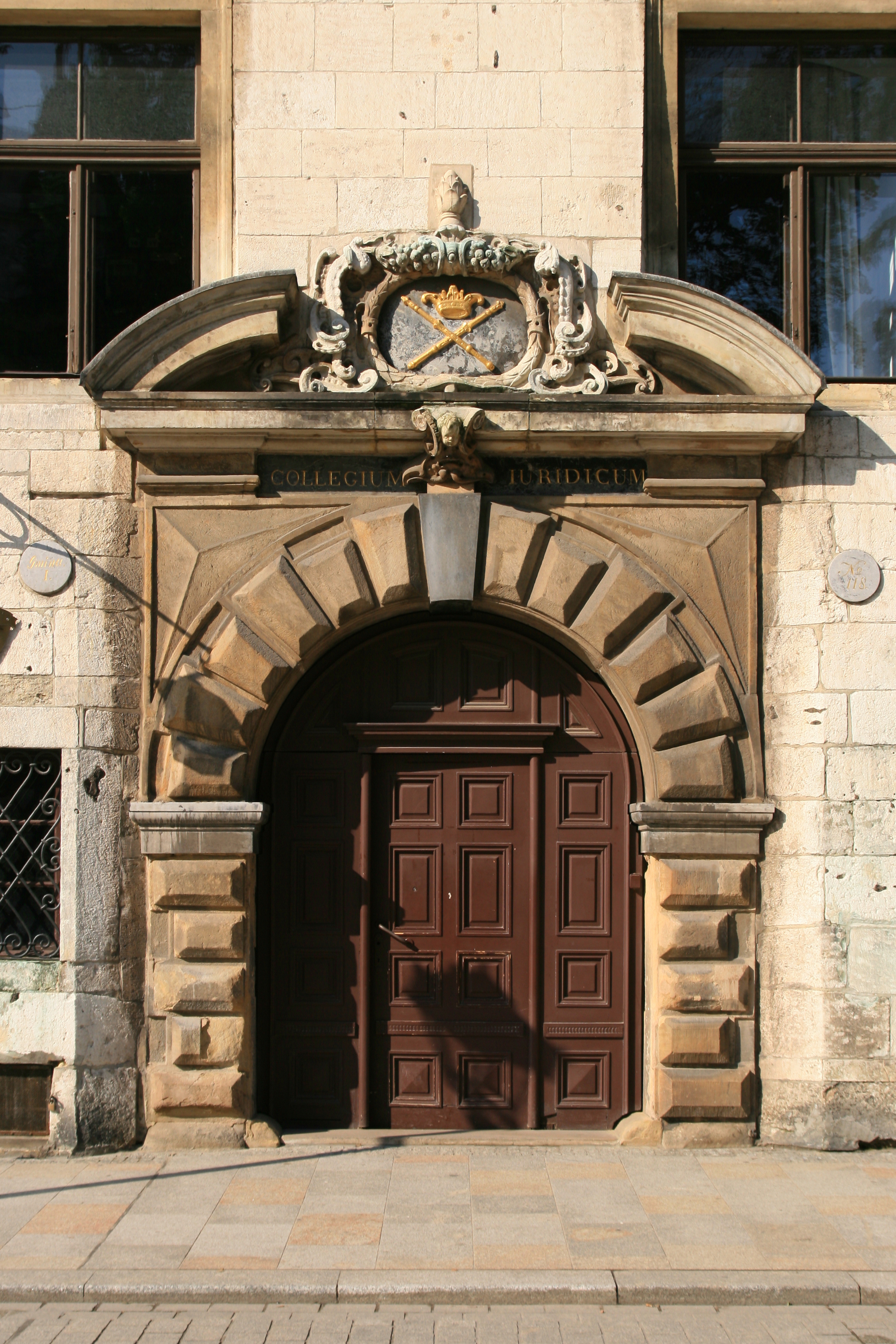
La entrada principal barroca del Collegium Iuridicum de la universidad

El primer rector de la universidad fue Piotr Wysz, y los primeros profesores fueron checoss, alemanes y polacos, la mayoría de ellos formados en la Universidad Carolina de Praga. Hacia 1520, Constanzo Claretti y Wenzel von Hirschberg introdujeron la filología griega; también se enseñaba hebreo. En esta época, el Collegium Maius constaba de siete salas de lectura, seis de las cuales llevaban el nombre de los grandes eruditos de la Antigüedad: Aristóteles, Sócrates, Platón, Galeno, Ptolomeo y Pitágoras. Además, fue durante este periodo cuando se establecieron las facultades de Derecho, Medicina, Teología y Filosofía en sus propios locales; dos de estos edificios, el Collegium Iuridicum y el Collegium Minus, sobreviven hasta nuestros días. La época dorada de la Universidad de Cracovia tuvo lugar durante el Renacimiento polaco, entre 1500 y 1535, cuando llegó a contar con 3.215 estudiantes en la primera década del siglo XVI, y fue en estos años cuando se sentaron las bases de la Biblioteca Jagellónica, lo que permitió añadir una planta de biblioteca al Collegium Maius. Las salas originales de la biblioteca, en las que todos los libros estaban encadenados a sus cajas para evitar robos, ya no se utilizan como tales. Sin embargo, siguen abiertas ocasionalmente para acoger charlas de profesores visitantes.
A medida que la popularidad de la universidad, junto con la de la cada vez más provinciana Cracovia, fue decayendo en siglos posteriores, el número de estudiantes que asistían a la universidad también disminuyó y, de este modo, el récord de asistencia establecido a principios del siglo XVI no se superó hasta finales del siglo XVIII. Este fenómeno se registró como parte de un declive económico y político más general observado en la Mancomunidad Polaco-Lituana, que sufría los efectos de un mal gobierno y de las políticas de unos vecinos hostiles en aquella época. De hecho, a pesar de una serie de proyectos de expansión a finales del siglo XVIII, muchos de los edificios de la universidad estaban en mal estado y se utilizaban para otros fines: Nadie vive en el edificio, allí no pasa nada». Si se rehabilitaran las aulas, podrían alquilarse para albergar una lavandería». Así pues, esta época representa uno de los periodos más oscuros de la historia de la universidad y es, casi con toda seguridad, aquella en la que el cierre de la institución parecía más inminente.

### Turbulencias y casi cierre tras las particiones

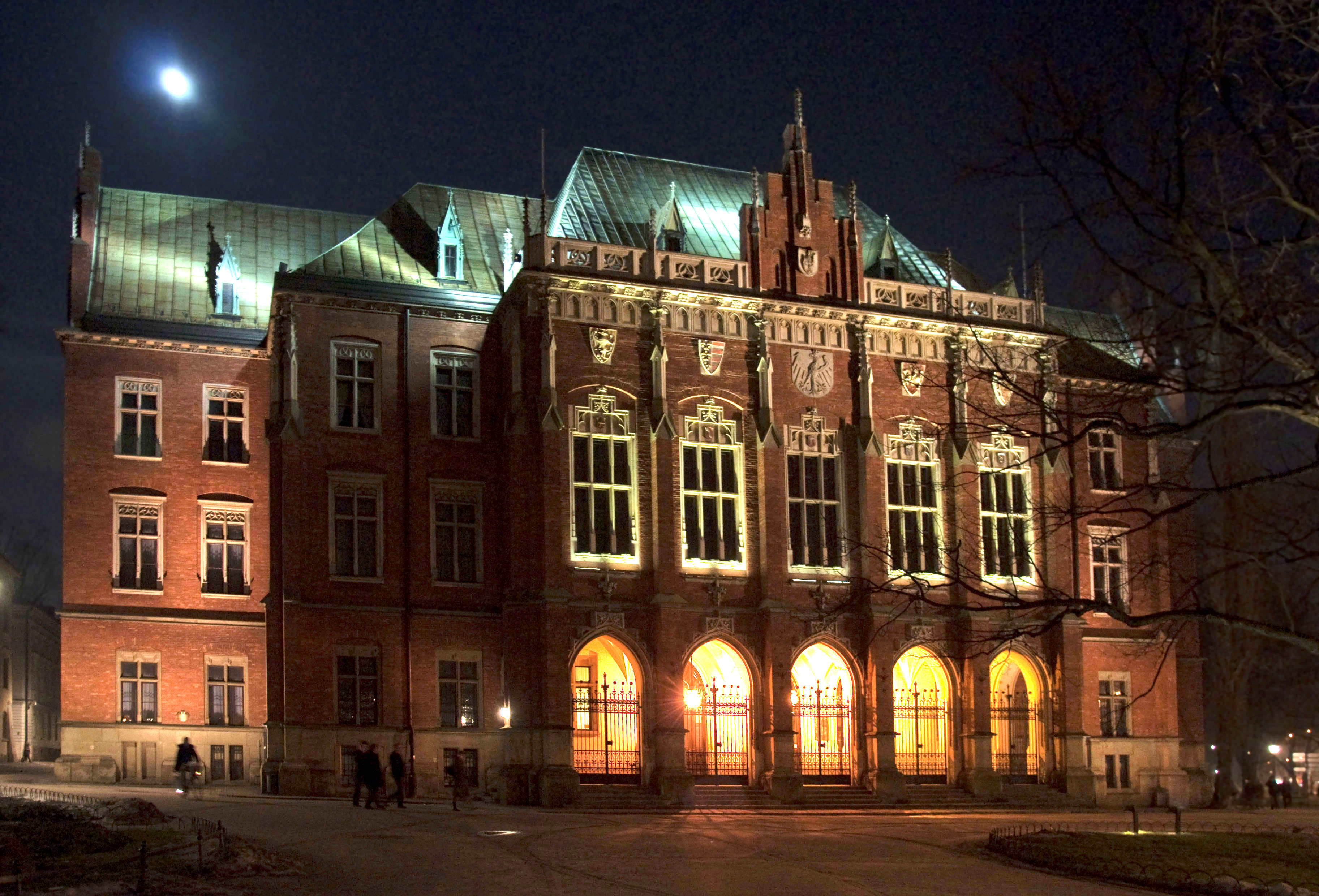
El Collegium Novum en el casco antiguo de Cracovia.

Tras la tercera partición de Polonia en 1795 y las consiguientes Guerras Napoleónicas, Cracovia se convirtió en una ciudad libre bajo la protección del Imperio Austriaco; sin embargo, esto no duraría mucho. En 1846, tras el Levantamiento de Cracovia, la ciudad y su universidad pasaron a formar parte del Imperio austriaco. Los austriacos se mostraron en muchos aspectos hostiles con la institución y, poco después de su llegada, retiraron gran parte del mobiliario del Collegium Maius Auditorio Máximo para convertirlo en un almacén de grano. Sin embargo, la amenaza de cierre de la Universidad se disipó finalmente con el decreto de Fernando I de Austria de mantenerla. En la década de 1870, la suerte de la universidad había mejorado tanto que muchos eruditos habían regresado. En 1883, los profesores Zygmunt Wróblewski y Karol Olszewski demostraron con éxito la licuefacción del nitrógeno y el oxígeno. A partir de entonces, las autoridades austriacas asumieron un nuevo papel en el desarrollo de la universidad y aportaron fondos para la construcción de varios edificios nuevos, entre ellos el neogótico Collegium Novum], inaugurado en 1887. Fue, por el contrario, de este edificio de donde en 1918 salió un gran cuadro del Kaiser Franz José fue retirado y destruido por estudiantes polacos que abogaban por el restablecimiento de un Estado polaco independiente.

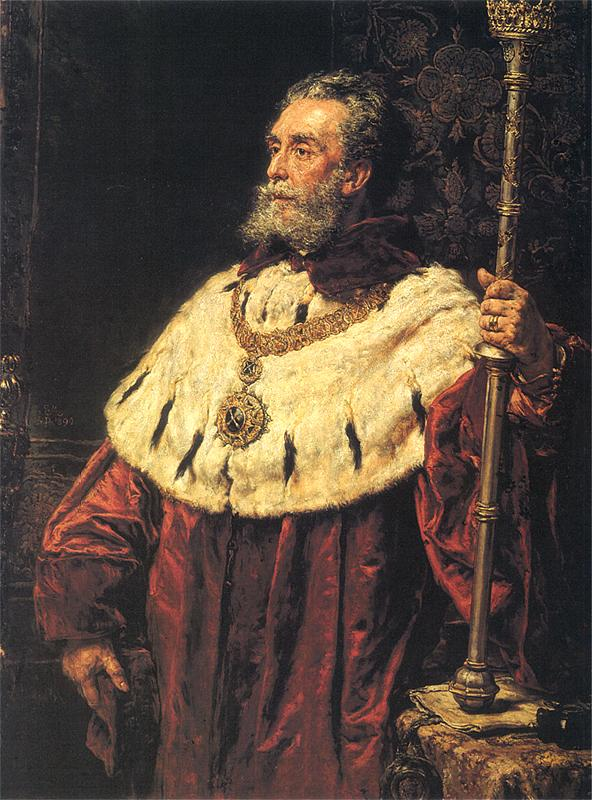
Conde Stanisław Tarnowski fue, entre 1871 y 1909, dos veces rector de la universidad.

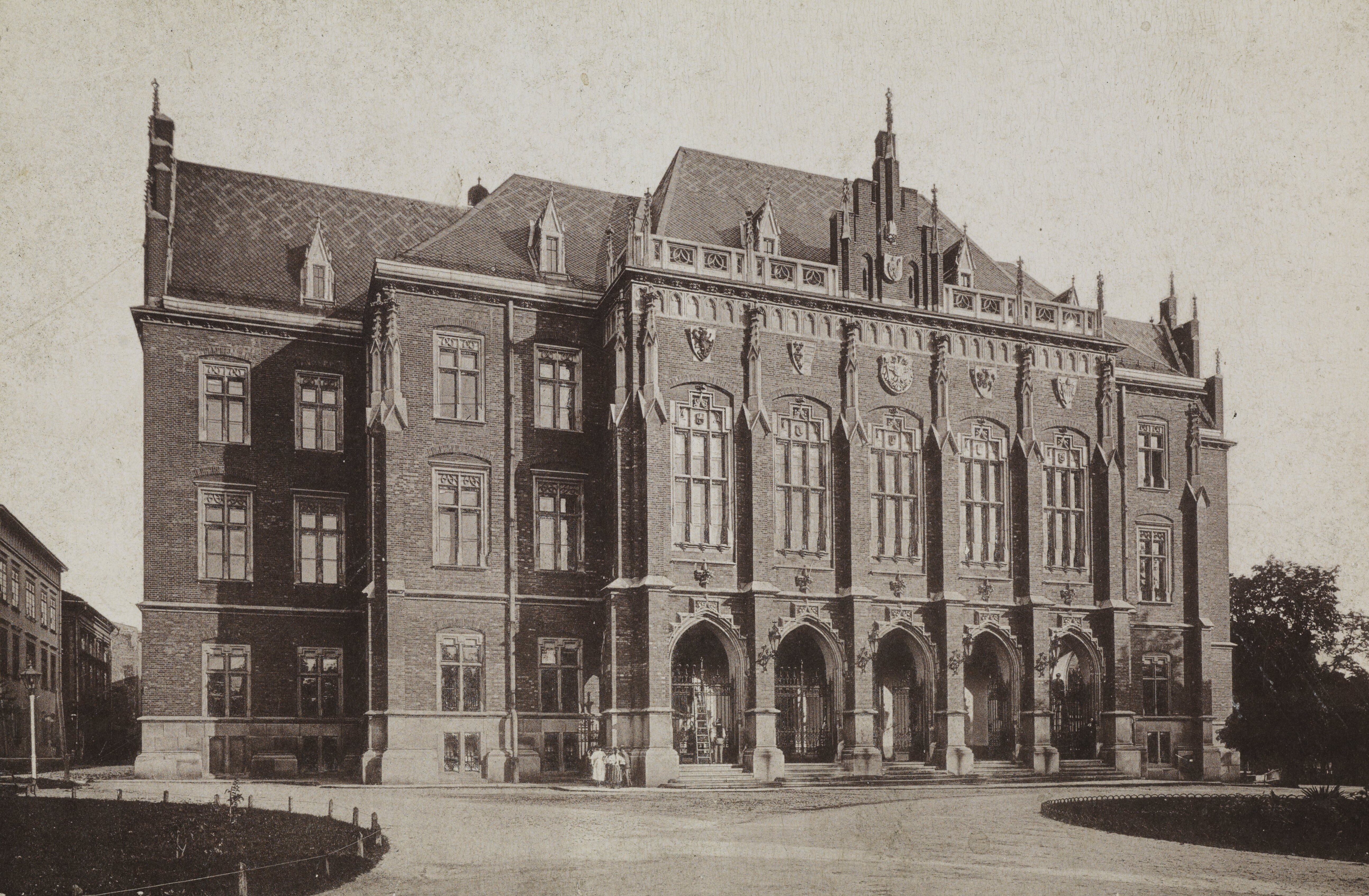
La universidad hacia 1900.

Con motivo del 500 aniversario de la fundación de la universidad, se colocó un monumento a Copérnico en el cuadrilátero del Collegium Maius; esta estatua se encuentra actualmente en las inmediaciones del Collegium Novum, fuera del Collegium Witkowskiego, adonde fue trasladada en 1953. Sin embargo, fue en las zonas de Grzegórzecka y Kopernika donde tuvo lugar gran parte de la expansión de la universidad hasta 1918; durante esta época, el Collegium Medicum se trasladó a un emplazamiento justo al este del centro, y se amplió con la adición de una serie de modernos hospitales docentes; este campus médico sigue existiendo hoy en día. A finales de la década de 1930, el número de estudiantes de la universidad había aumentado espectacularmente hasta alcanzar casi los 6.000 alumnos. Sin embargo, de todos los proyectos iniciados durante esta época, el más importante sería la creación de la Biblioteca Jagellónica. El monumental edificio de la biblioteca, cuya construcción comenzó en 1931, se completó finalmente hacia el final del periodo de entreguerras, lo que permitió que las muy variadas colecciones literarias de la universidad se trasladaran a su nuevo hogar al estallar la guerra en 1939.

## Profesores eminentes

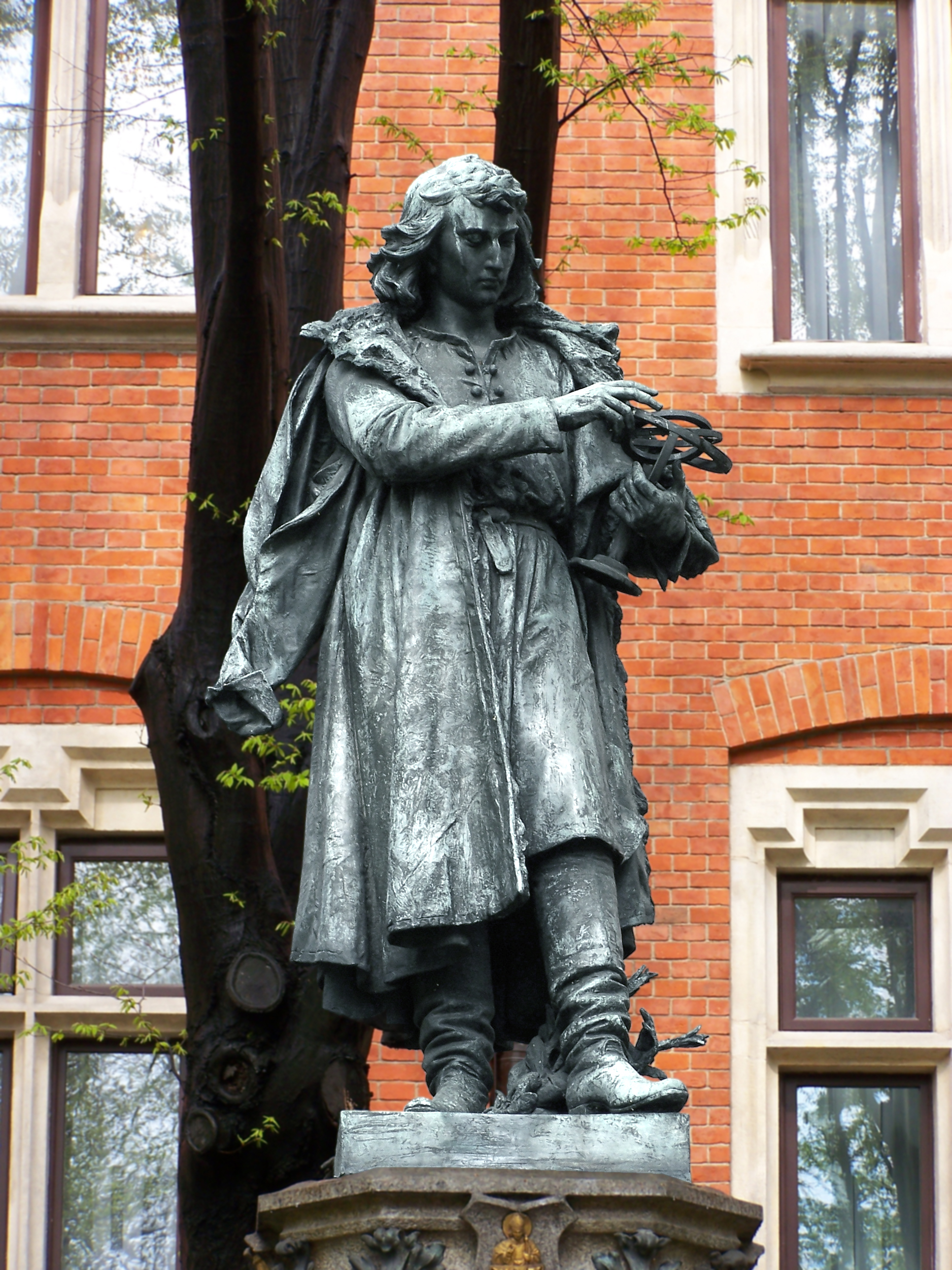
Monumento a Nicolás Copérnico junto al Collegium Novum

Durante el siglo XIX, se pueden destacar el químico Karol Olszewski (1846-1915) y el físico Zygmunt Wroblewski (1845-1888), que fueron los primeros en licuar el oxígeno y el nitrógeno del aire en 1883, y más tarde también otros gases; el fisiólogo Napoleon Cybulski (1854-1919), quien explicó el funcionamiento de la adrenalina; el anatomopatólogo Tadeusz Browicz (1847-1928), que identificó el microbio tifoideo; el físico Marian Smoluchowski (1872-1917), autor de importantes trabajos sobre la teoría cinética de la materia; el químico Leon Marchlewski (1869-1946), que llevó a cabo la investigación sobre la clorofila; Paulin Kazimierz Zurawski (1866-1953) y Stanislaw Zaremba (1863-1942), cuya investigación excepcional dio origen a una nueva escuela de matemáticas; su trabajo fue desarrollado por sus discípulos eminentes.
La conciencia de los polacos de su propia historia fue formada en gran parte por las obras de los ilustres historiadores de Cracovia, en particular por Michal Bobrzyński (1849-1935) y Józef Szujski (1835-1883). Otros eruditos famosos fueron Kazimierz Morawski (1852-1925), que se especializó en estudios clásicos, y Leon Sternbach (1908-2005), fue un químico polaco que es reconocido como el creador de las benzodiazepinas, un tipo de tranquilizantes.
La Facultad de Derecho desempeñó un papel importante en el desarrollo de los procedimientos legales, y sus miembros más destacados fueron: Edmund Krzymuski (1852-1928), profesor de derecho penal; Fryderyk Zoll (1865-1948), profesor de derecho civil; Stanisław Wróblewski (1868-1938), profesor de derecho romano y civil.

## Facultades y departamentos
La universidad está dividida en 15 facultades que tienen diferentes subestructuras organizativas que reflejan en parte su historia y en parte sus necesidades operativas. La docencia y la investigación en la UJ está organizada por facultades, que pueden incluir otras instituciones:
- Derecho y administración
- Medicamento
- Análisis médico y farmacéutico
- Cuidado de la salud
- Filosofía
- Historia
- Filología
- Lengua y Literatura Polacas
- Física, Astronomía e Informática Aplicada
- Matemáticas e Informática
- Química
- Biología
- Geografía y Geología
- Gestión y comunicación social
- Estudios internacionales y políticos
- Bioquímica, Biofísica y Biotecnología
- Centro Universitario de Medicina Veterinaria (facultad conjunta con la Universidad Agrícola de Cracovia )
- Centro Nacional de Radiación Sincrotrón SOLARIS (instalación fuera del departamento)

## Bibliotecas

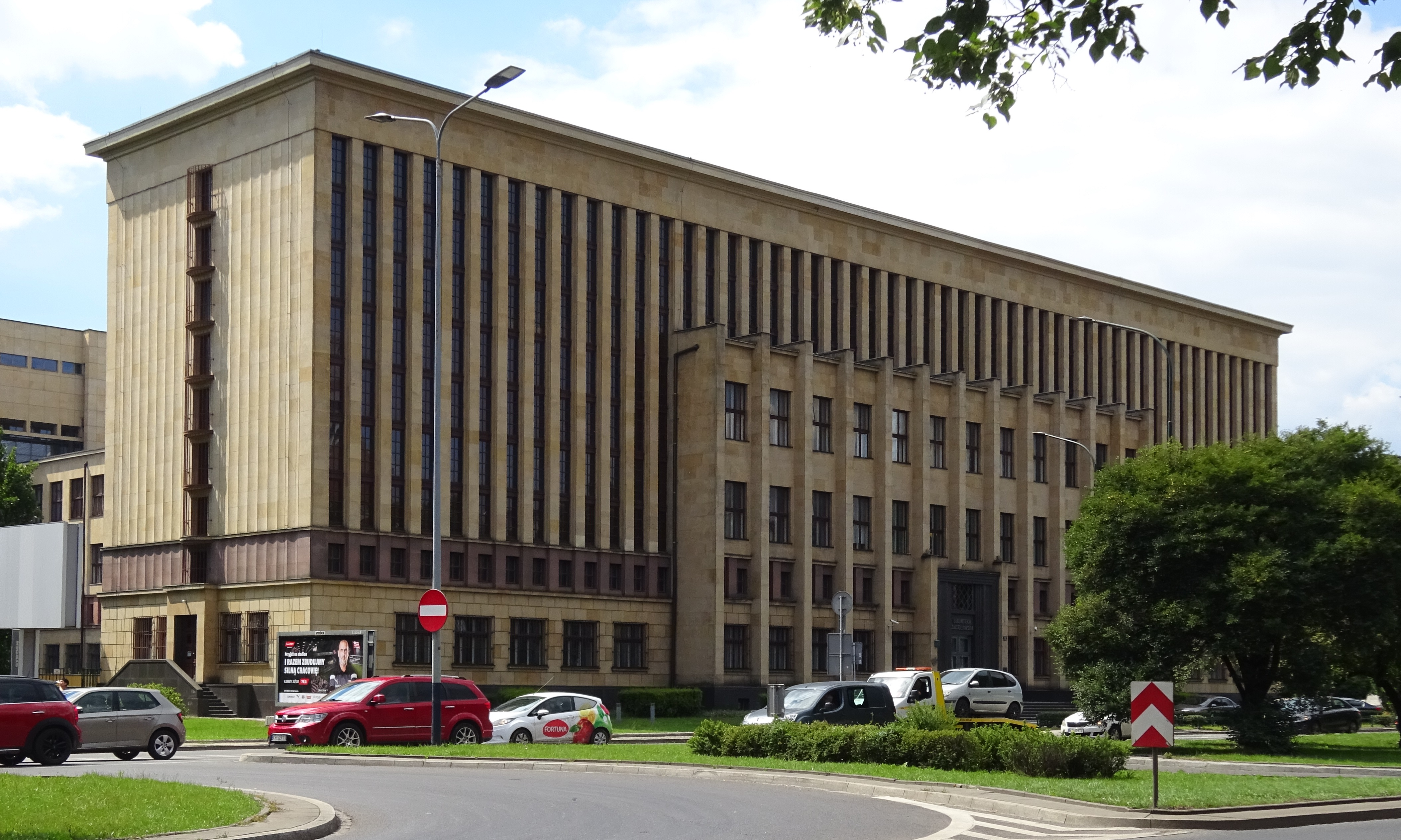
Sitio principal de la Biblioteca Jagellónica

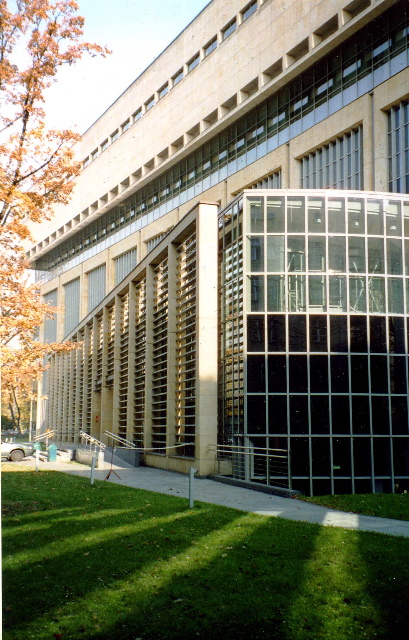
Ampliación de la Biblioteca Jagellónica

La biblioteca principal de la universidad, la Biblioteca Jagellónica (Biblioteka Jagiellońska), es una de las más grandes de Polonia, con casi 6,5 millones de volúmenes; forma parte del sistema de Bibliotecas Nacionales de Polonia. Alberga una colección de manuscritos medievales de renombre mundial, que incluye el De Revolutionibus de Copérnico, el Códice Balthasar Behem y la Berlinka. La biblioteca también cuenta con una amplia colección de literatura política clandestina (llamada drugi obieg o samizdat) del periodo de gobierno comunista de Polonia entre 1945 y 1989.
Tradicionalmente se considera que el inicio de la Biblioteca Jagelónica es el mismo que el de toda la universidad: en 1364; sin embargo, en lugar de tener una biblioteca central tenía varias sucursales más pequeñas en edificios de varios departamentos (la mayor colección estaba en el Collegium Maius, donde se guardaban las obras relacionadas con la teología y las artes liberales). Después de 1775, durante las reformas de la Komisja Edukacji Narodowej, que estableció el primer Ministerio de Educación del mundo, varias bibliotecas pequeñas de la universidad se centralizaron formalmente en una colección pública en el Collegium Maius. Durante las particiones de Polonia, la biblioteca siguió creciendo gracias al apoyo de personas como Karol Józef Teofil Estreicher y Karol Estreicher. Sus colecciones se hicieron públicas en 1812. Desde 1932, está reconocida como biblioteca de depósito legal, comparable a la Biblioteca Bodleiana de la Universidad de Oxford o a la Biblioteca de la Universidad de Cambridge o a la Biblioteca del Trinity College de Dublín, por lo que tiene derecho a recibir un ejemplar de cualquier libro publicado por editoriales polacas dentro de Polonia. En 1940, la biblioteca obtuvo por fin un nuevo edificio propio, que posteriormente ha sido ampliado en dos ocasiones, la última en 1995-2001. Durante la Segunda Guerra Mundial, los trabajadores de la biblioteca colaboraron con las universidades clandestinas. Desde la década de 1990, los fondos de la biblioteca están cada vez más digitalizados.
Además de la Biblioteca Jagelónica, la universidad mantiene una gran biblioteca médica (Biblioteka Medyczna) y muchas otras bibliotecas especializadas en materias en sus distintas facultades e institutos. Por último, los fondos de las bibliotecas universitarias se enriquecen con la presencia de los archivos de la universidad, que se remontan a la propia fundación de la universidad y registran toda la historia de su desarrollo hasta la actualidad.

## Imágenes
|  |  |

|  |  |  |